# آمستردام-زوید
امستردام-زوید (به هلندی: Amsterdam-Zuid) یک سکونتگاه مسکونی در هلند است که در آمستردام واقع شده‌است.

## خصوصیات
امستردام-زوید ۱۳۳٬۸۱۰ نفر جمعیت دارد.